# Aegires citrinus
Aegires citrinus (Synoniem: Aegires pruvotfolae) is een slakkensoort uit de familie van de Aegiridae. De wetenschappelijke naam van de soort is voor het eerst geldig gepubliceerd in 1930 door Pruvot-Fol.

## Opmerkingen
Er is ook een Aegires citrinus (Bergh, 1875) dat een synoniem is van Notodoris citrina Bergh, 1875